# Alan Ganoo

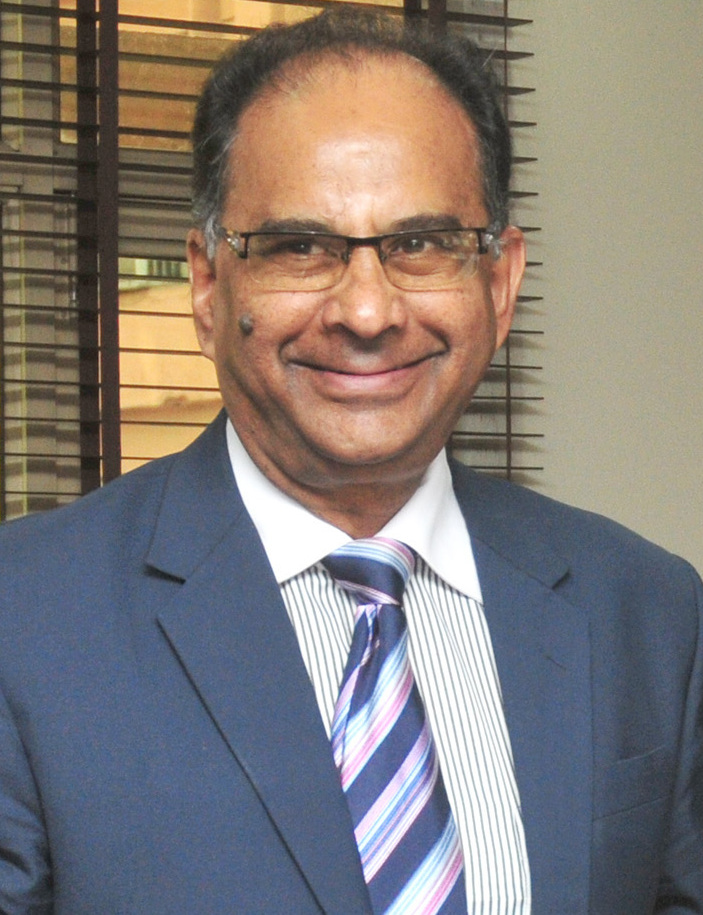
Alan Ganoo (2013)

Alan Ganoo, GCSK (* 17. Januar 1951) ist ein Politiker der Mouvement Militant Mauricien (MMM) sowie jetzt der Muvman Patriot Morisien (MPM) aus Mauritius, der von 1982 bis 1983 und 1996 Sprecher der Nationalversammlung sowie mehrmals Minister war. Er ist seit 2019 Minister für Landverkehr und Stadtbahn sowie zusätzlich seit 2021 Minister für auswärtige Angelegenheiten, regionale Integration und internationalen Handel.

## Leben
Alan Ganoo begann nach dem Besuch des renommierten 1799 gegründeten Royal College of Port-Louis (RCPL) ein Studium der Rechtswissenschaften am King’s College London und nahm nach seiner Zulassung an der Anwaltskammer (Inns of Court) von Middle Temple 1975 eine Tätigkeit als Rechtsanwalt (Barrister) auf. Er war Rechtsberater verschiedener Gewerkschaften. 1982 wurde er als Kandidat der Mouvement Militant Mauricien (MMM) erstmals zum Mitglied der Nationalversammlung gewählt und gehört dieser nach seinen Wiederwahlen 1987, 1991, 1995, 2000, 2005, 2010, 2014 und 2019 seither an. Gleich zu Beginn seiner Parlamentszugehörigkeit wurde er am 18. Juni 1982 als Nachfolger von Sir Ramesh Jeewoolall erstmals Sprecher der Nationalversammlung. Das Amt als Parlamentspräsident hatte er bis zum 4. September 1983 inne und wurde daraufhin von Ajay Daby abgelöst. Er fungierte zudem zwischen 1987 und 1990 als Parlamentarischer Geschäftsführer der Opposition (Opposition Whip) sowie zuletzt 1990 als stellvertretender Parlamentarischer Hauptgeschäftsführer (Deputy Chief Whip).
In der ersten Regierung von Premierminister Anerood Jugnauth bekleidete er zwischen 1991 und 1993 die Ämter als Justizminister und Generalstaatsanwalt. Als Nachfolger von Iswardeo Seetaram wurde er am 12. Januar 1996 erneut kommissarischer Sprecher der Nationalversammlung, wurde aber bereits fünf Tage später am 17. Januar 1996 wieder von Sir Ramesh Jeewoolall abgelöst. Im ersten Kabinett von Premierminister Navin Ramgoolam bekleidete er zwischen 1996 und 1997 das Amt als Wohnungsbauminister. Am 28. September 2000 übernahm er im zweiten Kabinett von Premierminister Anerood Jugnauth den Posten als Minister für öffentliche Einrichtungen und hatte dieses Amt vom 7. Oktober 2003	bis zum 5. Juli 2005 auch im Kabinett von Premierminister Paul Bérenger inne. Zugleich fungierte er zwischen dem 15. November 2004 und dem 5. Juli 2005 als kommissarischer Fischereiminister. Bei den Wahlen am 3. Juli 2005 wurde er für die MMM im Wahlkreis No. 14 Savanne and Black River erneut zum Mitglied der Nationalversammlung gewählt sowie am 18. Mai 2010 wiedergewählt. Während der darauf folgenden Legislaturperiode war er zwischen dem 22. Juni 2010 und dem 14. März 2012 Vorsitzender des Rechnungsprüfungsausschusses sowie zugleich Mitglied des Auswahlausschusses und auch Mitglied des Geschäftsordnungsausschusses. Des Weiteren gehörte er vom 12. April 2011 bis zum 14. März 2012 dem Sonderausschuss für Live-Übertragungen von Parlamentssitzungen als Mitglied an.
Am 28. Januar 2013 wurde Ganoo als Nachfolger von Paul Bérenger Parteiführer der MMM sowie Oppositionsführer in der Nationalversammlung und übte diese Funktion bis zum 1. Oktober 2013 aus, woraufhin wiederum Paul Bérenger ihn in diesen beiden Funktionen ablöste. Er war daraufhin wieder Vorsitzender des Rechnungsprüfungsausschusses und behielt dieses Amt bis zu seinem Rücktritt am 15. September 2014. Bei den Wahlen vom 11. Oktober 2014 wurde er für die MMM im Wahlkreis No. 14 Savanne and Black River abermals zum Mitglied der Nationalversammlung gewählt. Er war zwischen dem 26. Februar und dem 24. April 2015 abermals Vorsitzender des Rechnungsprüfungsausschusses. Im Mai 2015 verließen er und andere führende Politiker die MMM und gründeten die Mouvement Patriotique. Er wurde am 8. November 2019 im Wahlkreis No. 14 Savanne and Black River erneut zum Mitglied der Nationalversammlung gewählt. Im Zuge der darauf folgenden Kabinettsumbildung übernahm er am 12. November 2019 in der Regierung von Premierminister Pravind Jugnauth den Posten als Minister für Landverkehr und Stadtbahn. Nachdem am 6. Februar 2021 Nando Bodha zurückgetreten war, übernahm Ganoo zusätzlich die Ämter als Minister für auswärtige Angelegenheiten, regionale Integration und internationalen Handel. Für seine Verdienste wurde er Großkommandeur des Order of the Star and Key of the Indian Ocean (GCSK).